# Więzozrost
Więzozrost, połączenie włókniste (łac. syndesmosis, junctura fibrosa) – ścisłe (o bardzo ograniczonej ruchomości) połączenie kości za pomocą tkanki łącznej właściwej.
Więzozrost może występować w czterech postaciach:
- więzozrostu włóknistego (łac. syndesmosis fibrosa) – utworzonego przez włókna klejodajne (np. błona międzykostna przedramienia i błona międzykostna goleni).
- więzozrostu sprężystego (łac. syndesmosis elastica) – tu elementem łączącym kości są włókna sprężyste, elastyczne, nadające tkance żółte zabarwienie (np. więzadła żółte rozpięte między łukami kręgów).
- szwów (łac. suturae) – gdzie włókna łączące kości są bardzo mocne i krótkie. Szwy dzielą się na:
  - piłowate (łac. serrata) – nieregularne brzegi jednej kości wchodzą we wgłębienia drugiej. To najmocniejsze i najczęstsze połączenie kości sklepienia czaszki (np. szew wieńcowy (łac. sutura coronalis)).
  - gładkie lub proste (łac. plana, levis) – połączenie kości, których brzegi są proste lub prawie proste (szew podniebienny pośrodkowy – połączenie wyrostków podniebiennych kości szczęki).
  - łuskowe (łac. squamosa) – przebiega skośnie do powierzchni kości, a brzegi kości zachodzą na siebie dachówkowato (łuska kości skroniowej na kość ciemieniową – szew łuskowy).
- wklinowania (łac. gomphosis) – to rodzaj szczególnego umocowania zębów w szczękach przy pomocy ozębnej; podobnym połączeniem jest szew rozszczepiony lub szew rowkowy (łac. schindylesis), łączący dziób kości klinowej z lemieszem[2][1].